# Rodolfo Torresan
Rodolfo Torresan, italijanski general, * 1887, † 1944.